# Tretja rečka
Tretja rečka (rus. Третья речка – treća rijeka) je potok u Beringovskom rajonu u Čukotskom autonomnom okrugu, Rusija. Duga je 99 km. Porječje joj pokriva dio južne Anadirske nizine (vrlo ravna s močvarama i tundrama). Teče prema sjeveroistoku, a zatim prema sjeverozapadu u Anadirski estuarij  (njegovo ušće je najjužniji usjek na slici na toj stranici). Istočno od Tretje rečke nalazi se zaštićeno područje Avtatkuul. Na jugu je rijeka Tumanskaja.
Beluge su česte u njenim vodama.